# Брессей
Брессей (англ. Bressay) — населений острів архіпелагу Шетландські острови. Розташований на схід від острова Мейнленд і на захід від острова Носс. Площа острова становить 28,05 км², довжина - близько 9 км і ширина - близько 5 км. Складається з червоного пісковику з вкрапленнями базальтів. Також є декілька морських печер та природних арок. На острові налічується 11 озер. Найвища точка становить 226 м над рівнем моря. Практично безлісий.
Населення за даними перепису 2001 року — 384 особи. Існує поромний зв'язок з островом Мейнленд.
Місцеве самоврядування на острові здійснює рада Брессея, що складається з восьми депутатів, і рада Шетландських островів.
На найвищому місці острова побудовані семидесятиметрові сталеві вежі, призначені для передачі теле- та радіосигналів та видимі з більшої частини Шетландських островів. Маяк Брессея побудований 1858 року Томасом та Девідом Стівенсоном, батьком та дядьком відомого письменника Роберта Луїса Стівенсона.
На острові розташована одна з трьох церков приходу «Леруїк та Брессей» Церкви Шотландії.

## Галерея

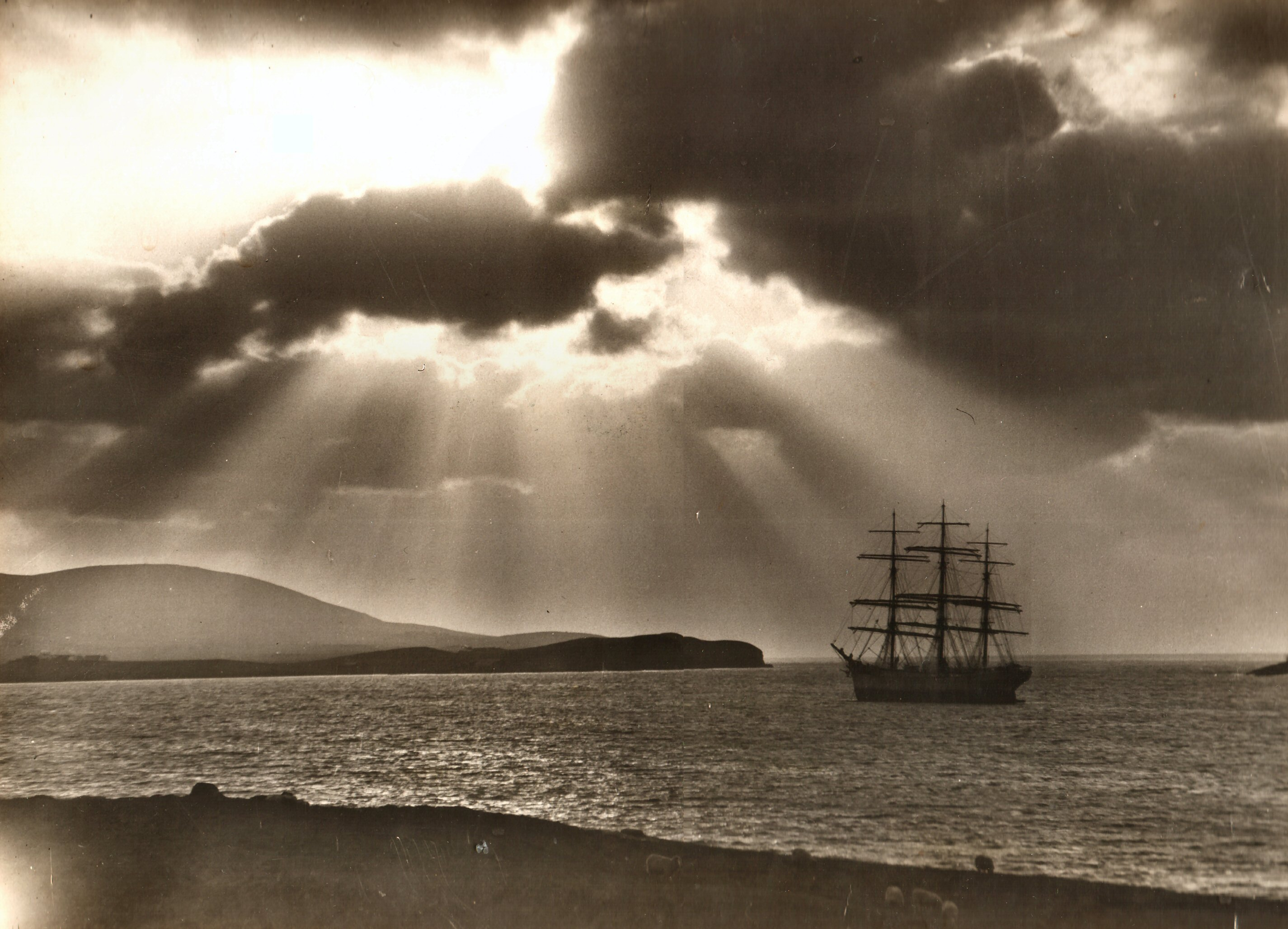
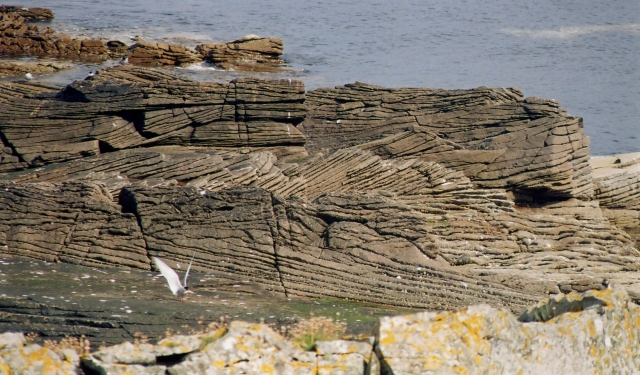
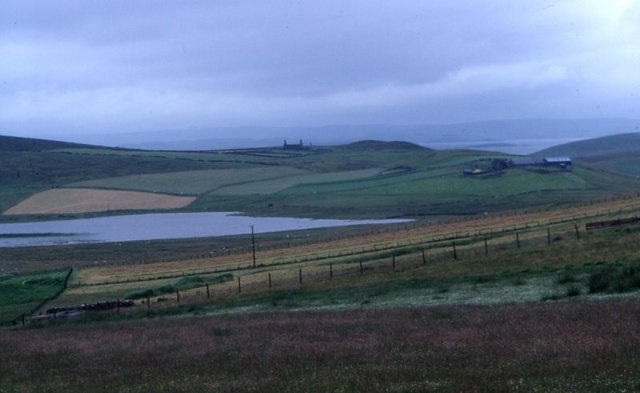
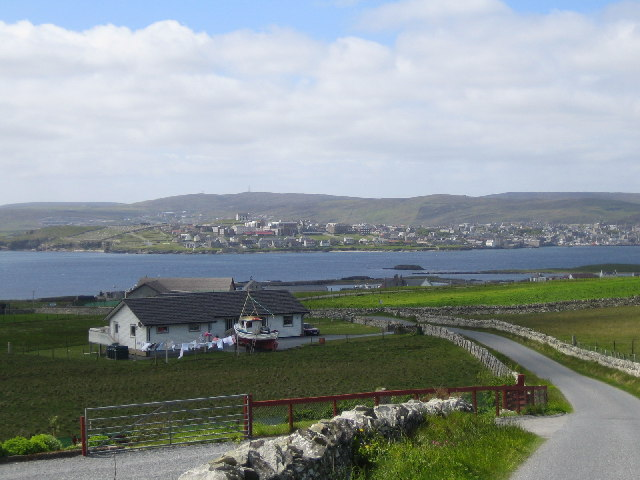